# Paul Rand

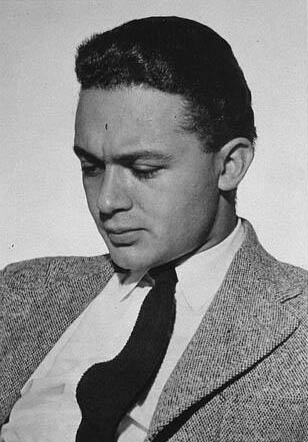
Paul Rand 1942.

Paul Rand (* 15. August 1914 in New York, USA als Perutz Rosenbaum; † 26. November 1996 in Norwalk, Connecticut, USA) war ein bekannter US-amerikanischer Grafikdesigner, der vor allem für seine Unternehmenslogos berühmt wurde.

## Leben
Seine Ausbildung erhielt er am Pratt Institute (1929–1932), an der Parsons School of Design (1932–1933) und der Art Students League of New York (1933–1934).
1935–1941 war er Art Director der Magazine Esquire und Apparel Arts (das später in GQ: Gentlemen’s Quarterly umbenannt wurde). 1956–1969 und wieder ab 1974 unterrichtete er Design an der Yale University.
Er entwarf Logos für Unternehmen wie ABC, Cummins Engine, Enron, IBM, IDEO, NeXT und Westinghouse. Auch das ursprüngliche Logo des Unternehmens UPS, das von 1961 bis 2003 verwendet wurde, stammt von ihm.
Für IBM entwarf er nicht nur das Logo, das seit 1972 verwendet wird, sondern auch die bekannte bunte Variation Auge-Biene-M (Eye-Bee-M).

## Bekannte Unternehmenslogos

ABC
Enron
IBM
NeXT
UPS
Westinghouse